# Siegfried Passarge
Siegfried Passarge, född 28 november 1866 i Königsberg (nuvarande Kaliningrad), död 26 juli 1958 i Bremen, var en tysk geograf.

## Biografi
Passarge blev professor i geografi vid Kolonialinstitutet, sedermera universitetet i Hamburg 1908. Han företog omfattande resor 1893-94 till Kamerun, 1896-99 Sydafrika, särskilt Ngami, 1901-02 Venezuela, 1906-07 Algeriet och Sahara och 1914 Egypten. Hans styrka låg i härledningen av landskapets former ur dess inre byggnad, varigenom han ställde sig i motsats till den geomorfologiska skola som utgick från William Morris Davis.